# Mulao (etnia)
Mulao (em  chinês tradicional: 仫佬族; chinês simplificado: 仫佬族; pinyin: Mùlǎozú) e um grupo étnico que teve origem no sul da China. Eles formam uma das 56 nacionalidades oficialmente reconhecidas pela República Popular da China, e  aproximadamente, 207 352 pessoas, de acordo com o recenseamento chinês de 2000.  Sua língua é o mulao.
Na atualidade, os mulao vivem principalmente na Condado Autônomo Mulao de Luocheng, mas existem comunidades espalhadas por todo o país.